# Формула Тейлора — Пеано
Формула Тейлора — Пеано
Пусть {\displaystyle f:\mathbb {C} \to \mathbb {C} }, {\displaystyle z_{0}} — предельная точка множества {\displaystyle D_{f}} и {\displaystyle z_{0}\in D_{f}}. 
Если функция {\displaystyle f} {\displaystyle n}-дифференцируема в точке {\displaystyle z_{0}}, то для всех {\displaystyle z\in D_{f}} справедлива формула Тейлора — Пеано
{\displaystyle f(z)=\sum \limits _{k=0}^{n}{\frac {f^{(k)}(z_{0})(z-z_{0})^{k}}{k!}}+\varepsilon _{n}(z)(z-z_{0})^{n},}             (1)
где εn(z) — непрерывная в точке z0 функция и εn(z0) = 0.
Применим метод математической индукции. Если n = 0, то утверждение очевидно при εn(z) = f(z) − f(z0). Предположим, что утверждение теоремы справедливо после замены n на n − 1 и что функция f n раз дифференцируема в смысле Ферма-Лагранжа в точке z0. Согласно определению, существует такая n − 1 дифференцируемая в смысле Ферма-Лагранжа в точке z0 функция φ, что ∀z ∈ Df,
{\displaystyle f(z)-f(z_{0})=(z-z_{0})\varphi (z).\quad \quad (2)}
По предположению
{\displaystyle \varphi (z)=\sum \limits _{k=0}^{n-1}{\frac {\varphi ^{(k)}(z_{0})(z-z_{0})^{k}}{k!}}+\varepsilon _{n-1}(z)(z-z_{0})^{n-1},\quad \quad (3)}
где {\displaystyle \varepsilon _{n-1}(z)} — непрерывная в точке z0 функция и {\displaystyle \varepsilon _{n-1}(z_{0})=0}. Из равенств (2) и (3) получаем:
{\displaystyle f(z)=f(z_{0})+(z-z_{0})\left(\sum \limits _{k=0}^{n-1}{\frac {f^{(k+1)}(z_{0})(z-z_{0})^{k}}{k!}}+\varepsilon _{n-1}(z)(z-z_{0})^{n-1}\right)=}
{\displaystyle =f(z_{0})+\sum \limits _{k=0}^{n-1}{\frac {f^{(k+1)}(z_{0})}{k+1}}{\frac {(z-z_{0})^{k+1}}{k!}}+\varepsilon _{n-1}(z)(z-z_{0})^{n},}
что равносильно формуле (1) при {\displaystyle \varepsilon _{n}=\varepsilon _{n-1}}.